# Жетале (община)
Община Жетале (словен. Občina Žetale) — одна з общин Словенії. Адміністративним центром є місто Жетале.
Велика частина працюючого населення зайнята в сільському господарстві, особливо тваринництві та лісовому господарстві.

## Населення
У 2011 році в общині проживало 1334 осіб, 697 чоловіків і 637 жінок. Чисельність економічно активного населення (за місцем проживання), 560 осіб. Середня щомісячна чиста заробітна плата одного працівника (EUR), 923,58 (в середньому по Словенії 987.39). Приблизно кожен другий житель у громаді має автомобіль (48 автомобілі на 100 жителів). Середній вік жителів склав 41,8 роки (в середньому по Словенії 41.8). 